# Корейская народно-революционная армия
В северокорейской историографии, Корейская народно-революционная армия (КНРА, кор. 조선인민혁명군/朝鮮人民革命軍) — революционная армия, созданная в Маньчжурии корейскими и китайскими коммунистами в 1934 году и преобразованная в регулярную Корейскую народную армию 8 февраля 1948 года. Некоторые авторы отрицают само существование КНРА, относя всю деятельность антияпонских партизан в Маньчжурии в период 1932—1941 годов на счёт Антияпонской партизанской армии..

## История

Флаг Антияпонской партизанской армии

Официальные власти КНДР историю существования Корейской народной армии отсчитывают от образования Антияпонской партизанской армии Ким Ир Сена, созданной 25 апреля 1932 года на базе партизанских отрядов корейцев, воевавших против японцев на территории Маньчжурии, где проживали различные народности, и в северных районах Кореи. В 1934 году она была преобразована в Корейскую народно-революционную армию (КНРА).
Согласно БСЭ, КНРА совместно с Национально-революционной армией Китая провела на северо-востоке Китая ряд операций против японских сил. Одним из командиров КНРА был Ким Ир Сен.
5 мая 1936 года будущий генералиссимус Ким Ир Сен создает Лигу «возрождения родины», программа которой предусматривает ликвидацию японского влияния, создание «демократического корейского государства», конфискацию собственности японцев и сотрудничавших с ними лиц, проведение политических, социально-экономических и культурных реформ. Опираясь на сеть организаций Лиги «возрождения», коммунисты развернули в Корее массовую пропаганду.
После 1936 года территория Кореи становится объектом рейдов КНРА. Среди них выделяется бой при Почхонбо. В ходе этого рейда около 200 человек под командованием Ким Ир Сена нарушили японо-маньчжурскую границу и утром 4 июня 1937 г. внезапно атаковали пограничный городок Почхонбо, уничтожив местный полицейский пост и некоторые японские учреждения, и какое-то время удерживали захваченный город в своих руках. Рейд стал одной из немногих успешных акций КНРА. После рейда на Почхонбо Ким Ир Сен сумел увеличить свою известность за счет слухов, а также за счет информации о рейде, опубликованной в газетах. Японская полиция включила Ким Ир Сена в перечень особо опасных «коммунистических бандитов».
К концу 1940 года японцам в результате серии карательных операций удалось добиться разгрома большинства крупных партизанских отрядов Маньчжурии. В сентябре 1940 года представитель советского Дальневосточного фронта послал письма командирам антияпонских частей, пригласив на готовившееся Коминтерном совещание в Хабаровске. По воспоминаниям Ким Ир Сена, его группа перешла советско-маньчжурскую границу в ноябре. Несмотря на вооружённый инцидент (советские пограничники, не имевшие информации о корейцах, открыли по ним огонь), после нескольких дней эпидемиологического контроля партизан доставили в Посьет. Другие корейско-китайские группы эвакуировались в СССР в последующий период.
В декабре 1940 года китайские и корейские командиры партизанских отрядов Маньчжурии, а также представители Дальневосточного фронта приняли участие в созванном в Хабаровске секретном совещании, продолжавшемся вплоть до марта 1941 года. В ходе этих переговоров Ким Ир Сен впервые лично встретился со своим будущими ближайшими соратниками Ким Чхэком и Чхве Ён Гоном — корейскими командирами из северной Маньчжурии, впоследствии занимавшими ключевые военные и партийно-государственные посты в КНДР. На заключительном этапе совещание курировал новый начальник разведывательного отдела штаба Дальневосточного фронта полковник Наум Соркин, одновременно представлявший Коминтерн. Соркин и предыдущий руководитель разведотдела фигурируют в докладных записках Ким Ир Сена, подготовленных во время совещания, под общим псевдонимом «Ван Синлинь». Ким Ир Сен утверждал, что назначение Соркина отчасти стало следствием разногласий между его предшественником, требовавшим включения китайских и корейских кадров в состав РККА, и партизанами. Последние настаивали на сохранении «принципа самостоятельного характера революции в каждой стране», апеллируя в ходе конфликта к Сталину и главе Коминтерна Георгию Димитрову.
По итогам хабаровского совещания была развёрнута база маньчжурских партизан в СССР — Северный лагерь под Хабаровском и Южный лагерь (он же «лагерь В») в районе Уссурийска, где находились бойцы Ким Ир Сена. В этой местности он встретился с прибывшей на советскую территорию Ким Чен Сук, там же в марте 1941 года сделана первая известная общая фотография супругов.
В апреле 1941 года, согласно мемуарам президента КНДР и свидетельствам советских офицеров, Ким Ир Сен во главе малого отряда успешно перешёл советско-маньчжурскую границу в районе Хуньчуня (на этом участке сейчас соединяются территории КНР, КНДР и РФ), после чего длительный период времени вёл боевые операции в Маньчжурии и Корее. Корейские и китайские отряды в 1940-е годы аналогичным образом осуществляли долгосрочные рейды, базируясь на советском Дальнем Востоке.
К началу 1945 года численность бойцов КНРА выросла приблизительно до 1000 человек, в основном за счет корейских дезертиров из Императорской армии Японии. После поражения японцев, КНРА сопровождала китайские коммунистические силы в восточный Гирин, надеясь набрать новобранцев из числа этнических корейцев в Китае, главным образом из Яньбянь, чтобы затем войти на неподконтрольную коммунистам территорию Кореи.
Сразу после Второй мировой войны штаб Советской 25-й армии в Пхеньяне опубликовал заявление, приказывающее всем вооруженным группам в северной части полуострова расформироваться 12 октября 1945 года. Две тысячи корейцев с предыдущим опытом в советской армии были отправлены в различные места по всей стране для организации полицейских сил с разрешения Советского военного штаба, созданы эти силы были 21 октября 1945 года. Вскоре появились военные школы для обучения политических и военных офицеров.
Департамент государственной безопасности, предшественник Министерства народной обороны, был создан 4 февраля 1948 года в рамках Временного народного комитета Северной Кореи. Официальное создание Корейской народной армии было объявлено 4 дня спустя, 8 февраля.